# Axel I. Sørensen
Axel Ingvard Sørensen  (2. marts 1882 i Horsens – 28. oktober 1947 i København) var en dansk politiker (Socialdemokraterne) og minister.
Minister for offentlige arbejder i Ministeriet Thorvald Stauning II fra 15. september 1939 – 8. juli 1940.
Inden Axel Sørensen blev minister var han i borgmester i Horsens fra 1918 – 1939. Axel Sørensens Vej i Horsens er opkaldt efter den tidligere borgmester.